# 크리스티앙 구르퀴프
크리스티앙 구르퀴프(프랑스어: Christian Gourcuff, 1955년 4월 5일 ~ )는 프랑스의 축구 감독이다. 그의 아들인 요안 구르퀴프 역시 축구 선수로 활약하고 있다.